# Родовід Бабенбергів
Родовід Бабенбергів (нім. Babenberger-Stammbaum) — пізньосередньовічний австрійський триптих. Присвячений генеалогії та історії роду Бабенбергів, перших правителів Австрії. Стоворений німецьким майстром Гансом Партом у 1489—1492 роках. Розмір — 344 × 809 см. Зберігається у Клостернойбурзькому монастирі, Австрія. Цінне джерело з історії європейського образотворчого мистецтва та геральдики пізнього середньовіччя.

## Бічні панелі
На двох бічних панелях зображені 46 дружин і дочок дому Бабенбергів. Вони представлені традиційно для середньовічних генеалогічних дерев —  по пояс і зі своїми гербами. На відміну від центральної, на бічних панелях портрети не впорядковані й виконані іншим художником. У XIX столітті зображення жінок були значно змінені, тому немає впевненості в тому, як вони виглядали спочатку. Особливий інтерес становлять жіночі вбрання: це костюми XV століття, а не відповідних епох.
Широка географія походження герцогинь демонструє шлюбну політику Бабенбергів. Шлюби укладалися не тільки з представницями інших герцогських домів, але також і з принцесами з королівських династій Угорщини і Чехії, і навіть дочками німецьких і візантійських імператорів: наприклад, Теодора Комніна, дружина Генріха II, або Феодора Ангеліна, дружина Леопольда VI.
У правій панелі візуально виділена Агнеса фон Вайблінген, дружина Леопольда III Святого, заради вшанування якого і було створено цей твір мистецтва. Пишна корона підкреслює її статус як дочки німецького імператора Генріха IV. Модель Клостернойбурзького монастиря Клостернойбург в її руках нагадує, що Агнеса — його співзасновниця.
У лівій панелі особливо цікава Гертруда Австрійська, яка після смерті останнього чоловічого представника Бабенбергів, свого дядька Фрідріха II, стала основною претенденткою на його спадщину, довкола якої спалахнула війна.

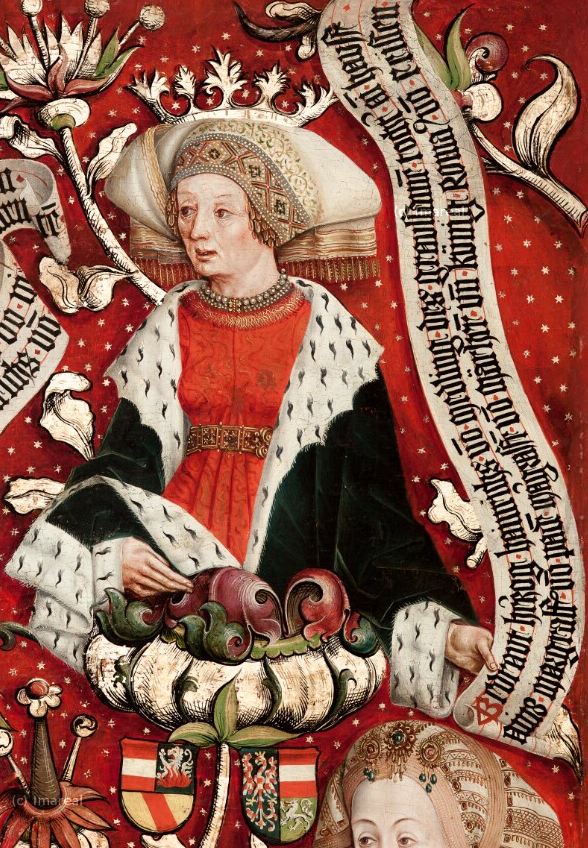
Гертруда Австрійська